# Hans Aeschbach
Hans Aeschbach (* 11. August 1911 in Burg AG; † 28. April 1999 in Zollikon) war ein Schweizer Graphiker, Zeichner und Maler.

## Leben
Hans Aeschbach besuchte von 1927 bis 1931 eine Graphik- und Lithographieklasse an der Kunstgewerbeschule Zürich. Unter anderem bei Otto Baumberger und Ernst Keller studierte er die Grundlagen der Graphik. Sowohl im Hinblick auf das handwerkliche Können als auch auf die geistige Haltung, die seiner künstlerischen Gestaltung zugrunde liegt, hat Aeschbach seinem Lehrer Ernst Keller vieles zu verdanken. Wie auch bei Keller sind die reduzierte Anwendung gestalterischer Mittel, die sachliche strenge Schlichtheit und die perfektionistisch präzise Ausführung von Illustration und Typographie für Aeschbachs Graphikstil charakteristisch.
Im Anschluss an sein Studium ging er 1931 nach Paris, die Stadt, die als pulsierendes Kunstzentrum der damaligen Zeit galt. Dort kam Aeschbach in Berührung z. B. mit den postkubistischen und postfauvistischen Stilrichtungen. Der Besuch der Académie de l’Art Moderne, geleitet von Fernand Léger und Amédée Ozenfant, war entscheidend für seinen Werdegang als Maler. Nach der Rückkehr in die Schweiz 1934 arbeitete er zwei Jahre im Atelier Herbert Matter.
1936 gründete er sein Grafikatelier und arbeitete fortan als Plakatgestalter und Buchillustrator. Von 1943 bis zu seiner Pensionierung 1976 unterrichtete Aeschbach als Klassenlehrer den Vorkurs an der Kunstgewerbeschule Zürich im Fach Zeichnen und Malen.

## Schaffen

### Graphik
Aeschbachs Schaffen umfasst sowohl zahlreiche kommerzielle Plakate (für die Unternehmen Bally und Hero; für die Produkte Riri-Reissverschluss, Schaffhauser Wolle und Steinfels-Waschmittel sowie für den schweizerischen Tourismus) als auch kulturelle Plakate, z. B. für die Juni-Festwochen in Zürich. Auch lieferte er Arbeiten im Bereich der Tabakwerbung (EICIFA, Menziken). 1939 beteiligte er sich mit seinem Mitarbeiter Hans Peter Weber an der graphischen Gestaltung der Schweizerischen Landesausstellung «Landi» Zürich.
Aeschbachs Plakate weisen immer wieder neue gestalterische Methoden auf und setzen verschiedene stilistische Akzente. Für ihn war die Zusammenarbeit mit seinen Auftraggebern und der damit verbundene geschichtliche und soziale Kontext wichtig. So sind neue Bildideen und technische Neuerungen wie konstruktivistische Fotomontage, Stilmittel der neuen Sachlichkeit zu erkennen, die den Zeitgeist der damaligen schweizerischen Lebenswelt widerspiegeln. Aeschbach nahm häufig historischen Bezug auf die jeweilig vorhandenen Firmenwerbungen und variierte und erneuerte deren eigene Warenästhetik und Marketingkonzepte. Beispielsweise übernahm er 1942 den «typischen» Bally-Plakat-Stil (der ursprüngliche Entwurf ist von Heiri Steiner und Ernst A. Heiniger), der durch die sachlich detaillierte Wiedergabe der abgebildeten Schuhe hyperrealistisch wirkt. Die gewagte diagonale Komposition, die über die gesamte Fläche verläuft, präsentiert die Schuhe fast in der Luft schwebend vor einem neutralen blauen Hintergrund, der wie das Blau des Himmels wirkt. Die landschaftliche Stimmung des Hintergrunds unterstreicht Aeschbach in seinem Plakat mit fein gezeichneten Blumen.
Beim Plakat für «Pro Senectute» (1947) referiert er auf die vorangegangene Plakat-Version Ernst Kellers und hebt durch die Kohlezeichnung dessen expressionistischen Stil dergestalt hervor, dass ein noch empathischerer Ausdruck erzielt wird. Aus heutiger Sicht könnte man seine Arbeiten als durch das Bewusstsein von Corporate Design und Kommunikation geprägt bezeichnen. In ihrer Gesamtheit betrachtet zeichnen sich die Plakate Aeschbachs größtenteils durch ihre detailreiche Zeichnung, ihre malerische Farbnuancierung und ihre serifenlose elegante Schriftzeichnung aus. Er erhielt für einige seiner Plakate Auszeichnungen, z. B. für das 1942 als eines der «Schweizer-Plakate des Jahres» ausgezeichnete Werbeplakat für Bally: Damenfrühlingsschuh mit Holzsohle «Intermezzo». 1943 wurde er vom Eidgenössischen Departement des Innern ausgezeichnet mit dem 1. Preis für das Plakat für die die Schweizer Modewoche.

### Malerei
Seit 1933 setzte sich Aeschbach mit der Malerei und ihren gestalterischen Mitteln auseinander. Aber seine Beschäftigung mit Zeichnen und Malen begann erst nach den 60er Jahren, in denen er seine beruflichen Tätigkeiten als Graphiker und Lehrer stark eingeschränkt hatte. Die frühe Schaffensphase ist insofern für seine künstlerische Entwicklung wichtig, als Aeschbach auf einige formale Elemente und Motive aus dieser Zeit zurückgriff, um seine Kunstideen zu verfeinern und Themen der klassischen Moderne weiterzuverarbeiten.
Seine Kunst beruht auf der seriellen Umsetzung von Bildideen mit Linien, Farben und Formen. Kontraste und Harmonie, die sich aus der Wechselbeziehung zwischen Farben und Formen ergeben, und Bewegungen, die durch Rotation und Verschiebungen von Flächen entstehen, führen zu neuen Kompositionen. Der Prozess der Kreation von räumlicher und rhythmischer Gesamtheit in seinen Werken – sein Zeichnen ist prozedural, da die vielfältig ausgerichteten Linien und die Staffelung und Überlagerung der Farbflächen gewisse Bewegungen erzeugen – lässt Zeit immer zum spürbaren Element beim Betrachten werden. Es wird erkennbar, dass Aeschbach einerseits Konstruktion als Prinzip der Malerei und andererseits den malerischen Ausdruck als Dialog zwischen gestalterischen Mitteln und erzeugter Stimmung verstand. Seine Zeichnungen sind nicht alle ungegenständlich, auch wenn das Interesse für das Abstrakte und das Graphische für das zeichnerische Schaffen Aeschbachs von großer Bedeutung ist. Die Motivauswahl und damit verbundene emotionale Ausdrücke sind ihm wichtig. Seine Motive weisen Parallelen zur surrealistischen Kunstströmung auf. Sie enthalten Dichotomien wie Männlichkeit/Weiblichkeit, Kälte/Wärme, Dynamik/Ruhe, geometrische/organische Form und Gesetzlichkeit/Unberechenbarkeit. Mit immer wiederkehrenden graphischen Elementen, die an organische Formen wie z. B. Frauenkörper oder Pflanzen erinnern, und Farbkontrasten unterstreicht er diese Gegensätzlichkeit oder lässt sie als untrennbare, symbiotische Beziehung bestehen.
1969 fertigte Aeschbach für die Gehörlosengemeinde Zürich errichtete Kirche Glasmalereien in strahlenden Farben an, die eine Balance zwischen dekorativem Hintergrund und Figuren halten. Für die Thematisierung der Schöpfungsgeschichte, die er im Rahmen dieses Auftrags auf Glas entstehen liess, spielt Aeschbach mit Dynamik und Ruhe. Es entsteht der Eindruck von kraftvoller Bewegung durch Farbverschmelzungen und -kontraste, und darüber hinaus werden durch die unterschiedliche Dichte der Linienführung Rhythmus und Schwingung erzeugt. Vielfältige Formen und Farben werden räumlich so harmonisch arrangiert, dass das Rhythmische sinnlich erfahrbar wird.

## Werke (Auswahl)
Plakate
- 1941: 650 Jahre Eidgenossenschaft - «Gang, lueg d’Heimat a», Auftrag: Schweizerische Verkehrszentrale, Druck: Graphische Anstalt J. E. Wolfensberger, Lithographie, 128 × 90, 5 cm.
- 1942: Bally Damenfrühlingsschuh mit Holzsohle «Intermezzo», ausgezeichnet als eines der «Schweizer-Plakate des Jahres», Auftrag: C. F. Bally, Druck: J. E. Wolfensberger, Lithographie, 128 × 90 cm.
- 1942: Aubusson – Teppiche aus fünf Jahrhunderten, Ausstellung im Kunstgewerbemuseum Zürich, Auftrag: KGSZ, Druck: KGSZ, Lithographie, 128 × 90 cm.
- 1944: Arosa, Auftrag: Verkehrsverein Arosa, Druck: Orell-Füssli, Lithographie, 128 × 90 cm.
- 1945: Holidays in Switzerland / Frühlingsfahrten, Auftrag: schweizerische Verkehrszentrale, Druck: Säuberlin & Pfeiffer, Lithographie, 102 × 64,5 cm.
- 1947: Für das Alter – Freiwillige Spende / Per la Vecchiaia - Don Volontaire / Don volontaire - Pour la Vieillesse, Auftrag: Pro Senectute Zürich, Druck: Orell Füssli Graphische Betriebe AG, Lithografie, 128 × 90 cm.
- 1948: Riri-Reissverschlüsse, 50 Jahre Schweizer Plakate, ausgezeichnet vom Eidgenössischen Departement des Innern, Auftrag: Riri, Druck: J.C. Müller, Lithographie, 128 × 90,5 cm.
- 1951: Beglückendes Tun, Klubschule Migros, 6 Tage öffentlich, Kongresshaus Zürich, 25.–30. Juni 1951, Auftrag: Migros Klubschule, Druck: Jacques Bollmann Zürich, Buchdruck, Linol, 128,5 × 91 cm.
- 1956: Hero – Für Feinschmecker! Auftrag: Hero Konserven, Druck: Graphische Anstalt J.E. Wolfensberger, Lithographie, 127 × 90 cm.
- 1957: Schaffhauser Wolle, Auftrag: Schoeller & Söhne, Druck: Druckerei Paul Bender, Lithographie, 128 × 90 cm.